# Hans Walsmann
Hans Julius August Berthold Walsmann (* 13. Dezember 1877 in Rostock; † 13. April 1939 ebenda) war ein deutscher Jurist und Hochschullehrer.

## Leben
Hans Walsmann war ein Sohn des Rostocker Realschullehrers Heinrich Walsmann und dessen Frau Franziska, geb. Dethloff. Er besuchte die Höhere Bürgerschule und die Große Stadtschule in Rostock, wo er Ostern 1896 das Abitur abgelegte. Von 1896 bis 1899 absolvierte er ein Studium der Rechtswissenschaften an den Universitäten in Rostock, Leipzig und Heidelberg.
Nach der ersten juristischen Staatsprüfung im  Dezember 1899 war er bis Februar 1904 Referendar im mecklenburgischen Justizdienst, etwa am Landgericht und bei der Staatsanwaltschaft Rostock. Im Oktober 1900 wurde er an der Universität Rostock zum Dr. iur. promoviert mit der Arbeit Compensatio lucri cum damno. Die Referendarzeit wurde unterbrochen von Oktober 1900 bis September 1901 durch den Militärdienst als Einjährig-Freiwilliger im Füsilier-Regiment Nr. 90 in Rostock. Die zweite juristische Staatsprüfung folgte im Februar 1904 und anschließend die Tätigkeit als Gerichtsassessor. Er habilitierte sich 1905 an der Universität Göttingen mit der Schrift Die streitgenössische Nebenintervention und wirkte dort bis 1908 als Privatdozent für Bürgerliches, Römisches und Zivilprozeßrecht. Von Oktober 1908 bis März 1910 war er als Lehrstuhlvertreter an der Universität Greifswald tätig.
Walsmann folgte im April 1910 dem Ruf an die Universität Rostock als außerordentlicher Professor für Römisches und Bürgerliches Recht. Im Oktober 1916 wurde er zum ordentlichen Professor für Römisches Recht, Bürgerliches Recht und Zivilprozeßrecht ernannt und zudem Direktor der Juristischen Handbibliothek.  Die Lehrtätigkeit wurde ab August 1914 unterbrochen durch den Kriegseinsatz im Ersten Weltkrieg in den Infanterie-Regimentern Nr. 76 und Nr. 386, als Leutnant wurde er 1919 aus dem Heer entlassen. Er amtierte 1920/21 als Dekan der Juristischen Fakultät und war 1922/23 Rektor sowie 1923/24 Prorektor der Universität. 1928/29 und später 1935/36 war er erneut Dekan, nunmehr der Rechts- und Wirtschaftswissenschaftlichen Fakultät, ab November 1931 auch juristischer Beisitzer der Mecklenburgischen Disziplinarkammer und ab November 1937 zudem Rechtsrat der Universität.
Walsmann war politisch interessiert und parteipolitisch vor dem Ersten Weltkrieg der Nationalliberalen Partei, danach der Deutschen Volkspartei verbunden. Er war ab 1933 Mitglied des Rechtswahrerbundes (NSRB), ab 1934 der NS-Volkswohlfahrt (NSV) und ab 1934 des NS-Lehrerbundes und des Reichsluftschutzbundes (RLB). Er war zwar Mitglied von NS-Gliederungen, verstand sich aber als Gegner der NS-Ideologie. Er galt als beliebter akademischer Lehrer mit hohen pädagogischen Fähigkeiten.
Hans Walsmann war ab März 1910 verheiratet mit Elisabeth, geb. Stampa († 1911) und in zweiter Ehe ab Februar 1921 mit Paula, geb. Zeiß (1889–1972). Der ersten Ehe entstammte ein Kind, der zweiten Ehe zwei Kinder. Seine Grabstätte befindet sich auf dem Neuen Friedhof in Rostock (Feld F 74).

## Schriften (Auswahl)
- Die Voraussetzungen der Zwangsvollstreckung in das Eingebrachte und das Gesamtgut. Leipzig 1904.
- Der Irrtum im Prozeßrecht. Ein Beitrag zur Lehre von den Prozeßhandlungen. Tübingen 1904 (digizeitschriften.de)
- Die Streitgenössische Nebenintervention. Leipzig 1905. (archive.org)
- Der Verzicht. Allgemeine Grundlagen einer Verzichtslehre und Verzicht im Privatrecht. Leipzig 1912.
- Eideszuschiebung und Eid über Tatsachen, welche Gegenstand der Wahrnehmung des Gegners gewesen sind. Mannheim 1921.
- Die Anschlussberufung. Zugleich ein Beitrag zur Lehre von der Berufung, insbesondere Grundlagen u. Zulässigkeitsvoraussetzungen der Berufung. Leipzig 1928. [Nachdruck der Ausg. von 1928, Keip, Goldbach 1996]
- Kommentar zur Zivilprozeßordnung. 2 Bände und Nachträge, München 1932–1935,  mit Lothar von Seuffert
- Rechtsstreit und Vollstreckung. Leipzig 1936.

Reden
- Die persönliche Freiheit im Rechte der Zwangsvollstreckung. Rede am Tage des Rektoratswechsels, gehalten am 1. Juli 1922.
- Die zivilrechtliche Bedeutung der Geldentwertung. Rede zur Feier des 28. Februar 1923.[3]